# Vila prijateljica in meseci prijatelji
Vila prijateljica in meseci prijatelji je slovenska ljudska pripovedka, ki jo je zapisal J. Volčič in je bila prvič objavljena v knjigi Slovenske ljudske pripovedi, leta 1970. Kasneje je ta zbirka pravljic izšla še leta 1980, 1985 , 2006 in 2007.

## Povzetek vsebine
Neka zlobna ženska primoži s svojim revnim možem tudi deklico Marico. Kmalu za tem ji bog da še pravo hčer, ki jo ima zelo rada. Pastorke pa ne mara, zato se je poskuša čim prej znebiti, tako, da ji daje najslabšo hrano in jo pošilja spati v korito namesto v posteljo. Ko pisana mati vidi, da deklici ni hudega, začne premišljevati kako bi našla način, da bi siroto spodila od hiše.
Izmisli si in pošlje deklici prati volno. Svoji hčeri,da belo volno, pastorki pa črno ter od obeh zahteva, da domov prineseta belo volno. Pastorka joka ter roti krušno mati, vendar je bilo vse zaman. S polsestro odideta k potoku ter začneta prati. Kar naenkrat pride lepo belo dekle ter pastorki pomaga prati, da postane volna bela. Nato lepo dekle izgine.
Mačeha je jezna, ker je pastorki uspelo in ker nima razloga, da bi jo napodila.
Nato pride zima in mačeha pastorki naroči naj gre v gore ter ji nabere svežih jagod. Pastorkine prošnje so zopet zaman, zato se odpravi v gore. V gorah sreča dvanajst junakov, ki ji obljubijo pomoč, če pravilno odgovori na vprašanje. Vprašajo jo kateri mesec v letu je najboljši. Deklica odgovori, da so vsi dobri, najboljši pa je mesec sušec ker prinaša največ upanja. Junaki so s tem odgovorom zadovoljni zato ji pokažejo dolinico v kateri najde jagode.
Jagode odnese mačehi ter ji pove kaj se je zgodilo na gori. Čez nekaj dni pošlje mačeha na goro svojo hči. Prepričana je, da bo tudi ona dobila jagode, če je to uspelo umazani pastorki.
Hči se ošabno obleče ter odide. Tudi ona sreča junake in jim prevzeto reče naj ji pokažejo kje rastejo jagode. Junaki ji zastavijo isto vprašanje kot pastorki. Ona odgovori, da so vsi meseci hudi, najhujši pa je sušec. Ko to pove, se začne hudo neurje, da komaj pride do doma. Ti junaki, so predstavljali mesece v letu.
Po deželi se razve o lepoti in dobroti pastorke. Nek pošten, lep, mlad gospod sporoči mačehi, da bo prišel snubit pastorko za ženo. 
Na napovedan večer mačeha spodi pastorko v korito, namesto nje pa uredi svojo hči, po najboljših  močeh. Ko pride snubec jo predstavi kot pastorko, vendar jo izda petelin, ki pove, da je Marica v koritu. Snubci želijo videti pravo pastorko in ko jo zagledajo, se ne morejo nagledati njene lepote. Še isti večer jo odpeljejo s seboj.
Hudobna mačeha in hči sta ostali osramočeni. Marica pa je bila s svojim možem srečna do smrti- ker so bili vsi meseci in vila njeni prijatelji.

## Analiza obravnavane pripovedke po Brunu Bettelheimu
Pravljica otroka zabava, hkrati pa mu govori o njem samem in pospešuje razvoj njegove osebnosti. Svoj pomen posreduje na toliko različnih ravneh in otrokovo življenje bogati na toliko načinov, da nobena knjiga ne bi mogla opisati številnih in raznovrstnih koristi takšnih zgodb za otroka.— —Bruno Bettelheim, Rabe čudežnega (stran 18).
Vila prijateljica in meseci prijatelji nam že v začetku pove, da se to, kar sledi, ne bo nanašalo na tukaj in zdaj, ki jo poznamo. Ne vemo ne kraja (razen tega, da se dogaja v domači hiši in le za kratek čas ob potoku in na gori), ne časa (razen tega, da se del zgodbe dogaja po zimi). Pripovedka ima preprost začetek. Odkrije nam pastorkino duševno stanje, z občutkom zapostavljenosti nasproti polsestri, ki pa ga seveda povzroča mačeha. Veliko pripovedk odpira probleme med brati in sestrami. Ta nam pojasni problem med polsestrama, saj je to sredstvo s katerim želi pojasniti in opravičiti sovraštvo za katero bi si želeli , da ga med pravimi brati in sestrami ne bi bilo. Pastorko je mačeha odrinila na nižji položaj in jo ponižala, zato pa nima drugega povoda, kot željo, da bi povzdignila lastno hčer, grdobija polsestre pa izvira iz njene ljubosumnosti na Marico. Torej motiv trpinčenja pastorke poslušalcu najbolj neposredno prebudi zmožnost vživljanja in mu pomaga identificirati se z junakinjo. Ker se mačeha želi pastorke na vsak način znebiti ji zastavlja naloge, ki jih na videz ni mogoče opraviti. Na zunaj je to dodaten dokaz o zapostavljanju. Toda to, da od pastorke zahtevajo, naj opravi zastavljeno nalogo(naj črno volno opere tako, da bo postala bela) nam pove, da mora dobro opraviti težke in zapletene naloge, da si bo zaslužila srečen konec. S pomočjo vile ji uspe črno volno sprati na belo in mačeha jo ne more odgnati. Vendar ji mačeha kmalu zada novo, dvakrat težjo nalogo (sredi zime mora v gore po jagode). Tudi tokrat ji uspe, ker ji pomaga dvanajst junakov, ko pravilno odgovori na njihovo vprašanje. Mačeha ji daje take naloge, ker jih ima za neizvedljive, ponižujoče in nesmiselne ter ker s tem misli, da se bo pastorke znebila. Vendar pastorki s pomočjo čudežnih bitij vedno uspe. Zadnja prepreka, ki jo mačeha s pomočjo svoje hčere hoče podtakniti pastorki, je tik pred prihodom lepega, mladega in bogatega gospoda, ki se najavi kot snubec pastorke. Mati namesto pastorke na snubca pripravi svojo hči. To je še en primer krutosti mačehe, ki hoče pastorki vzeti, kar ji pripada. Vendar pa pastorki pomaga petelin, ki pove, da je prava pastorka v koritu (njeni postelji). Ko jo gospod vidi, jo že isti večer odpelje domov in se kasneje z njo tudi poroči. Zgodba nam pove, da so za doseganje osebne identitete in samouresničitve na najvišji ravni potrebni oboje: prvotni dobri starši(o njih ne izvemo veliko, vendar o tem lahko sklepamo) in kasnejši krušni starši(mačeha in oče, ki kasneje nima več nobene vloge-niti omenjen ni več), katerih zahteve se zdijo krute in nečuteče. Če deklica nebi šla čez vse to nikoli ne bi postala žena bogatega in lepega gospoda. 
Pastorka Marica vodi otroka od njegovih največjih razočaranj-preziranje samega sebe, ker si domišlja, da ga prezirajo drugi- k razvijanju neodvisnosti in marljivosti ter doseganju pozitivne lastne identiete.
Na koncu izvemo, da sta z mladim gospodom živela srečno zaradi pomoči dvanajstih junakov. Dvanajst junakov predstavlja mesece v letu. Ter zaradi tega, ker je bila njuna prijateljica tudi vila, ki ji je pomagala ob potoku. Po teoriji Bruna Bettelheima bi lahko sklepali, da je vila bila njena pokojna mati. Ker ji ni morala drugače pomagati, ji je pomagala v obliki lepe, mlade deklice. In prav zaradi tega je mačeha ni mogla spoditi iz hiše.
Na koncu nas zgodba na pomirjajoč način vrne v realnost. Pastorka se vrne v resničnost, ki je srečna vendar brez primesi čudežnega.
Otrok intuitivno razume, da so te zgodbe sicer nerealne, ne pa zlagane; da se to, o čemer pripovedujejo, v resnici sicer me dogaja, mora pa se zgoditi kot notranja izkušnja in osebni razvoj; pravljice v domišljiski in simbolični obliki prikazujejo bistvene stopnje odraščanja in doseganja neodvisnosti.— —Bruno Bettelheim, Rabe čudežnega (stran 104).

## Analiza pravljice
Knjižne osebe:
- Glavne: 
  - pastorka Marica
  - mačeha
- Stranske:
  - oče
  - mačehina hči
  - vila
  - dvanajst junakov
  - snubec
  - snubčevi sorodniki
  - petelin

Dogajalni prostor:
- Domača hiša
- Potok
- Gore
- Maričin nov dom

Dogajalni čas:
- Ni določen

Pripovedovalec:
- Tretjeosebni in vsevedni

Tematika:
- družinska - odnosi in razmere v družini (pastorka je zapostavljena, prava hči pa ne)
- socialna - razmerje med ubogimi (pastorka) in premožnimi (bogat, lep in mlad gospod)

Sporočilo:
- Na koncu vedno dobro zmaga nad zlom

## Značilnosti ljudskega slovstva v povezavi z obravnavano pripovedko
- anonimnost - avtor ni imenovan, besedilo so tvorili nadarjeni posamezniki iz ljudstva
- ustno izročilo - besedilo se je prenašalo iz ust do ust s pripovedovanjem
- posamezne slogovne značilnosti
  - ljudska števila –12 junakov (predstavljajo mesece v letu- 12 mesecev)
  - ponavljanje besed – pastorka, mačeha
  - pomanjševalnice - deklica, posteljica, sirotica, košek, jagodice, dolinica
  - okrasni pridevki – hudobna (ženska),  revni(mož), majhna(deklica), najslabše(jedi), staro (korito), bela(volna), črna(volna),  lepo, belo(dekle), mladi(sneg), huda(zima), zrele(jagodice), ostra(zima), prva(dolinica), najlepše(jagode), umazana(pastorka), pošten, bogat in lep(gospod), visoka(starost), lahka(smrt)
  - čudežna dejanja – črna volna postane bela, v hudi zimi nabere sveže jagode, petelin poje prave besede
  - čudežna bitja-vila in 12 junakov(12 mesecev)
- številne različice
- osebe so  brez imen (razen pastorke, ki ima ime Marica)- mačeha ali ženska, polsestra, oče, snubec in njegovo sorodstvo

## Interpretacija literarnih likov
- Pastorka Marica je glavni lik v obravnavani pripovedki. Že kot otrok je bila dobro in lepo dete. Mačeha ji že od malega privošči le najslabše. Spi v koritu namesto v postelji, kot psu ji meče najslabše ostanke jedi. Vendar to deklico ne potolče. Je zelo potrpežljiva saj se mačehi ne pusti tako zlahka. Je tudi zelo dobra oseba. Čeprav mačeha in polsestra z njo ravnata zelo grdo, ona nikoli ne ravna grdo z njima. Včasih celo malo obupa, ker joka ter roti mačeho naj ji ne daje tako groznih in na videz nerešljivih nalog.  Je zelo prijazna do vseh. Zaradi njene prijaznosti ji  pomagajo tudi dobra vila ter dvanajst junakov. Je zelo pozitivna oseba, saj na vprašanje dvanajstih junakov odgovori, da ima rada vse mesece. V nasprotju njena polsestra pove, da ne mara nobenega. O njeni zunanjosti zvemo le to, da je zelo lepa. V življenju ji največ pomagata njena lepota ter dobrota. Zaradi tega jo tudi najde mlad, lep ter bogat gospod, ter po vsem trpljenju končno najde srečo, ter postane ljubljena.
- Mačeha je poleg Marice glavni lik v pripovedki. Za njo bi lahko rekli, da je dvojna osebnost. Do svoje lastne hčere je prijazna, do pastorke pa hudobna. Pastorko sovraži že od vsega začetka, saj jo primoži s svojim revnim možem. Zdi se ji nepotrebno, da skrbi zanjo zato ji privošči le ostanke hrane in le korito(namesto postelje). Ko dekle odraste si na vsak način želi, da bi jo lahko pregnala od doma. Daje ji nemogoče naloge, in jo potem še bolj razjezi, ko vidi, da jim je deklica kos. Je zelo preračunljiva. Ko se najavi snubec za pastorko, jo že zgodaj pošlje v korito. Je tudi nevoščljiva, saj pastorki ne privošči boljšega moža kot svoji hčeri. Vendar po je po drugi strani ljubeča in pozorna do svoje lastne hčere. Želi ji vse najboljše. Najboljše obleke, hrano, najboljšega ženina. Za svojo hči je pripravljena narediti vse, tudi lagati snubcem. Kar se izkaže za zelo negativno potezo, saj postane osramočena in nesrečna do konca življenja.
- Polsestra je oseba, ki je popolnoma podrejena svoji materi. Vedno naredi, kot ji reče. Ko jo pošlje prati volno ali ko jo pošlje na goro, to naredi brez ugovarjanja. Je zelo razvajena, saj ji mati daje najboljše stvari. Do sestre je posmehljiva. Ko gresta v potok prati volno se ji posmehuje, ker misli, da ji ne bo uspelo črne volna spremeniti v belo. Ko jo mati pošlje na goro po jagode, se obnaša zelo ošabno in se tako tudi obleče. Obnaša se zelo prevzetno. Ko na gori sreča dvanajst junakov, jim prevzetno pove odgovor. Iz tega odgovora vidimo, da je njeno mišljenje zelo pesimistično in negativno. Ne mara nobenega meseca, najhujši pa ji sušec. Kot mati je tudi ona na koncu poražena in osramočena pred vsemi.

## Motivno-tematske povezave, primerjava z drugimi literarnimi deli
Motive, ki jih najdemo v tej zgodbi, najdemo tudi v mnogih podobnih, tako v slovenski kot v svetovni literaturi.
V slovenski literaturi:
- Prijazna in prepirljiva deklica  prav tako kot  Vila prijateljica in meseci prijatelji odkriva motiv mačehe, ki je zlobna do svoje hčerke ter ljubi svojo pravo hči. Tudi ta mačeha se hoče svoje pastorke znebiti zato jo pošlje v grad, kjer naj bi strašilo( prav tako kot mačeha Marici, tudi ta mačeha svoji pastorki zastavi nemogočo nalogo). Prav tako kot Marici tudi tej pastorki pomagajo živali (Marici petelin, tej pastorki pa maček, pes in petelin). Le konec je različen, v Vili prijateljici in mesecih prijateljih sta mačeha in polsestra samo ostramočeni, v tej pravljici pa polsestra umre.
- Brat in ljubi tudi v tej pravljici se jasno kaže motiv zlobne mačehe ki jo je oče priženil po smrti svoje prve, dobre žene in matere otrok. Tudi tu se hoče zlobna mačeha znebiti moževih otrok. Tega tu ne naredi z nemogočimi nalogami, vendar to delo naloži možu, ki pa se ji ne upa ugovarjati. Vendar pa se skupni motivi tukaj končajo.
- Zlata ribica  s pripovedko o Vili prijateljici in mesecu prijatelju skupno to, da imamo spet motiv zlobne mačehe. Tu junakinja ni pastorka, vendar pastorek. Tudi tu mu mati daje nemogoče naloge, ki mu jih pomagajo razrešiti čudežno bitje( zlata ribica, ki mu izpolni želje).
- Mačeha in pastorka  ima veliko podobnih motivov kot Vila prijateljica in meseci prijatelji. Mačeha je ravno tako imela pastorko in svojo hčer. Pastorki zada isto nalogo, kot jo zada mačeha Marici. Razlika je le v tem, da je Marici pomagalo dvanajst mesecev, pastorki v tej zgodbi pa veter Jug. Prav tako nevoščljiva mačeha pošlje tudi svojo hči, ki pa ji veter ne pomaga, ker odgovori napačno(kot Maričina polsestra)
- Pastirček prav tako kot pripovedka Vila prijateljica in meseci prijatelji odpira motiv dobre vile, ki junaku pomaga.
- Vila in trije bratje tudi v tej pravljici je skupen motiv dobre vile.

V tuji literaturi:
- Pepelka(Ch. Perrault) je gotovo pravljica v tuji literaturi, ki odpira največ skupnih motivov ter problemov. Imamo zlobno mačeho in polsestri (Marica ima le eno polsestro), ki želijo pepelki(Marici) le najslabše. Torej je pri obeh motiv trpinčene junakinje. Obe deklici morata izpolniti nemogoče naloge. Obema uspe odpraviti na videz nemogoče naloge s pomočjo dobrih(čudežnih) bitij. Obe odpirata motiv lažne neveste, ker jima mačehe ne privoščijo bolšega kot svojim hčeram. Pri obeh prevaro razkrijejo živali (pri Pepelki zapoje golob, pri marici petelin). Obe imata lepega, mladega in bogatega snubca. Ko se jima s tem snubcem uspe poročiti, živita srečno življenje. Hudodelce(mačeho in polsestro) pa doleti zaslužena kazen.
- Sneguljčica (Grimm) ima prav tako kot Vila prijateljica in meseci prijatelji zlobno mačeho, ki ji ne privošči sreče. Prav tako se n koncu poroči z lepim, mladim in bogatim fantom, s katerim živita do konca življenja, zlo pa je kaznovano.
- Janko in Metka imata prav tako motiv zlobne mačehe, ki si ju želi znebiti.
- Trnjulčica pa nam odkriva motiv dobre vile. Vendar dobra vila tokrat ne pomaga samo Trnjulčici vendar tudi princu, ki jo prihaja buditi iz večnega spanca.